# Cold Case Files: Vol. 1
Cold Case Files: Vol. 1 (с англ. — «Файлы нераскрытого дела: Том 1») — сборник неизданных песен американской хардкор-рэп-группы Onyx, выпущенный 19 августа 2008 года лейблом Iceman Music Group. На этом сборнике собраны синглы и утраченные студийные записи из альбомов группы.
Сборник был спродюсирован Jam Master Jay, Fredro Starr, Kronic Tones, Dominche, Self и Keith Horne. В записи альбома приняли участие Method Man, X1, Panama P.I., Smoothe Da Hustler, Trigger Tha Gambler, D.V. Alias Khrist, All City, Still Livin', Gang Green, Whosane и Chocolate.

## Предыстория
После завоевания Голливуда участники группы Onyx возвращаются на сцену, выходя из своих музыкальных подвалов с новым альбомом Cold Case Files: Vol. 1, 16-трековой коллекцией ранее неизданных песен, исполнительным продюсером которого стали участники группы Onyx и Омар «Айсмен» Шариф. В коллекции представлены андеграундные синглы, утраченные студийные записи из первых трёх альбомов группы, а также гостевые появления от Method Man, покойного партнёра группы Onyx, X1 и группы Gang Green. Согласно группе, пересмотр этих сессий также послужил данью павшим солдатам Jam Master Jay, X1 и Big DS, и всех партнёров Onyx, которые скончались в последние 5 лет; некоторые из которых до сих пор остаются нераскрытыми убийствами.
Младший брат Фредро, Whosane, хранил у себя в архиве большинство из этих неизданных треков. Сонни Сиза, который был в качестве руководителя этого проекта, делится своими мыслями: «Whosane обычно находился в студии вместе с нами и он сохранил все наши записи, которые никогда так и не попали на альбомы; поэтому, когда пришло время выбирать треки для сборника „Cold Case Files“, у него были треки, о которых мы даже не знали, что они всё ещё существуют на всех носителях, начиная с кассет, DAT-кассет, CD и заканчивая 2-дюймовыми катушками». Согласно Фредро Старру, у группы Onyx есть как минимум 60 треков, и это только первый том неслыханного материала. DJ Infinite, один из хороших друзей Фредро, придумал идею сделать этот альбом.
«…Мы хотели выпустить что-то для поклонников, особенно для истинных поклонников Onyx. DJ Infinite, один из моих хороших друзей и единомышленников, придумал идею сделать этот альбом и выпустить некоторые из этих треков. У моего брата, Whosane, были кассеты и DAT-файлы, сохранённые с тех времён, и мы просто оцифровали их, и теперь вы получили альбом „Cold Case Files“»

## Приём критиков
Роман Купер из HipHopDX дал альбому 3 звезды из 5, сказав: «Этот альбом стоит приобрести — если вы фанат Onyx. Если вы не знакомы с их музыкой, вам лучше подыскать Bacdafucup или All We Got Iz Us. Cold Case Files действительно не сильно отличается от других сборников. Тем не менее, даже песни, которые не попали на альбомы Onyx, способны вернуть вас в суровое начало 90-х. Если среди этих треков есть сокровище или два, поклонники этого звука могут захотеть это проверить.».
Tika Milan из AllHipHop.com дала альбому 5 с половиной звезды из 10, отметив, что многие песни звучат очень похоже, и если не обращать внимания, то трудно отличить, где заканчивается одна и начинается другая. Продакшн построен на простых подвальных битах: драм-машина, несколько клавишных аккордов и один-два зацикленных семпла.

## Список композиций
| #   | Название                          | Участвующие гости                                           | Продюсер(ы)                         | Семплы                                                                     | Длительность | Год  |
| --- | --------------------------------- | ----------------------------------------------------------- | ----------------------------------- | -------------------------------------------------------------------------- | ------------ | ---- |
| 01. | «U.S.G.»                          |                                                             | Jam Master Jay                      |                                                                            | 0:15         | 1992 |
| 02. | «Ghetto Way Of Thinking»          |                                                             | Fredro Starr                        |                                                                            | 4:40         | 1995 |
| 03. | «O.N.Y.X.»                        |                                                             | Kronic Tones Dominche (co-producer) | - «You’re A Big Girl Now» by The Stylistics                                | 3:21         | 2003 |
| 04. | «See U In Hell Pt. 2 (Freestyle)» | X1                                                          |                                     | - «I Loves You, Porgy» by Nina Simone                                      | 3:22         | 1998 |
| 05. | «Evil Streets (Remix)»            | Method Man & Panama P.I.                                    | Fredro Starr                        | - «Georgia Rose» by Esther Phillips - «Vamos A Rapiar» by Main Source      | 4:13         | 1994 |
| 06. | «Rock U»                          |                                                             | Fredro Starr                        |                                                                            | 4:14         | 1996 |
| 07. | «Hydro»                           |                                                             | Keith Horne                         |                                                                            | 3:06         | 1996 |
| 08. | «Purse Snatchaz Pt. 2»            | Smoothe Da Hustler, Trigger Tha Gambler & D.V. Alias Khrist | Fredro Starr                        | - «Love Is My Life» by Jimmy McGriff                                       | 3:32         | 1994 |
| 9.  | «Wili’n Wili’n»                   | All City, X1 & Still Livin'                                 |                                     |                                                                            | 4:08         | 1998 |
| 10. | «See You In Hell (Freestyle)»     |                                                             |                                     | - «American Fruit, African Roots» by Zulema                                | 3:39         | 1997 |
| 11. | «I’ll Murda U (Remix)»            | Gang Green                                                  | Fredro Starr                        | - «Candy Man Blues» by Ten Wheel Drive - «Handclapping Song» by The Meters | 3:43         | 1995 |
| 12. | «Mad World»                       | Whosane & X1                                                | Self                                |                                                                            | 4:16         | 1997 |
| 13. | «I Don’t Want To Die»             | Chocolate                                                   | Keith Horne                         | - «I Believe I Can Fly» by R. Kelly                                        | 3:47         | 1997 |
| 14. | «Return Of The Madface»           |                                                             | Kronic Tones                        | - «Donna» by Gerome Ragni                                                  | 3:22         | 2003 |
| 15. | «Candy Man»                       | X1                                                          | Fredro Starr                        | - «Candy Man Blues» by Ten Wheel Drive                                     | 2:12         | 1995 |
| 16. | «Hard To Be A Thug»               |                                                             | Sticky Fingaz                       |                                                                            | 3:09         | 1999 |

## Участники записи
Участники записи для альбома Cold Case Files: Vol. 1 взяты из AllMusic и CD буклета.
- Оникс — исполнитель, вокал
- Фредро Старр — исполнитель, вокал, исполнительный продюсер
- Стики Фингаз — исполнитель, вокал, исполнительный продюсер
- Сонни Сиза — исполнитель, вокал, исполнительный продюсер
- Omar «Iceman» Sharif — исполнительный продюсер
- Method Man — приглашённый артист
- X1 — приглашённый артист
- Panama P.I. — приглашённый артист
- Smoothe Da Hustler — приглашённый артист
- Trigger Tha Gambler — приглашённый артист
- D.V. Alias Khrist — приглашённый артист
- All City — приглашённый артист
- Still Livin' — приглашённый артист
- Gang Green — приглашённый артист
- Whosane — приглашённый артист
- Chocolate — приглашённый артист
- Jam Master Jay — продюсер
- Kronic Tones  — продюсер
- Dominche — продюсер
- Self — продюсер
- Keith Horne — продюсер
- DJ Infinite — сотрудник по подготовке материалов
- Salvatore «Dagrind» Mula — A&R-менеджер
- David Rivera — A&R-менеджер
- Dagrind Entertainment — A&R-менеджер
- Whosane — руководитель альбома
- Inkpen — арт-дирекция, дизайн